# Stadion Allmend
El Stadion Allmend fue un estadio multiusos utiliazdo principalmente para el fútbol ubicado en la ciudad de Lucerna, Suiza.

## Historia
El estadio fue construido en 1934 con capacidad para 25000 espectadores, pero según el evento la capacidad bajaba a 15000. Era la sede del FC Lucerna desde su fundación, y tuvo varias remodelaciones que incluyeron el aumento de capacidad del mismo al añadir una gradería para 2500 espectadores y una renovación en la gradería norte en 1995.
En 2007 la Asociación de Fútbol de Suiza determinó que el estadio ya no era apto para ser sede en la Superliga Suiza, por lo que el equipo inició negociaciones con el gobierno municipal para la construcción de una nueva sede financiado en parte con fondos privados. Durante esos años la capacidad del estadio fue reducuda a 13000 espectadores.
El 30 de noviembre de 2008 votaron para darle una nueva oportunidad al estadio para que recibiera unas cuantas remodelaciones, pero después se determinó la demolición del estadio en 2009 para dar lugar al Swissporarena, construido en 2011 con capacidad para 17000 espectadores.

## Selección nacional
Suiza utilizó el estadio en 10 partidos internacionales, donde solo perdió en una ocasión:
| Fecha      | Rival          | Marcador | Espectadores | Torneo                     |
| ---------- | -------------- | -------- | ------------ | -------------------------- |
| 21-4-1971  | Malta          | 5-0      | 16 470       | Eliminatoria Euro 1972     |
| 26-9-1973  | Luxemburgo     | 1-0      | 18 000       | Eliminatoria Alemania 1974 |
| 17-8-1976  | Bulgaria       | 2-2      | 9000         | Amistoso                   |
| 6-9-1978   | Estados Unidos | 2-0      | 6500         | Amistoso                   |
| 28-4-1981  | Hungría        | 2-2      | 17 000       | Eliminatoria España 1982   |
| 13-11-1985 | Noruega        | 1-1      | 4500         | Eliminatoria México 1986   |
| 24-8-1988  | Yugoslavia     | 0-2      | 6700         | Amistoso                   |
| 3-4-1990   | Rumania        | 2-1      | 3550         | Amistoso                   |
| 9-10-1991  | Suecia         | 3-1      | 7300         | Amistoso                   |
| 2-4-1997   | Letonia        | 1-0      | 9100         | Amistoso                   |